# Kraken de Seattle
Pour l'équipe vainqueure de la Coupe Stanley en 1917, voir Metropolitans de Seattle.
Le Kraken de Seattle  est une franchise professionnelle de hockey sur glace qui évolue dans la Ligue nationale de hockey. Elle est basée à Seattle, située dans l'État de Washington, aux États-Unis, et est membre de la division Pacifique de l'association de l'Ouest.

## Histoire de la franchise

### Création de la franchise
Le 4 décembre 2018, la Ligue nationale de hockey (LNH) annonce la création d'une 32e franchise, la 25e aux États-Unis, et accorde celle-ci à Seattle contre un droit d'entrée de 650 millions de dollars américains. En vue du repêchage d'expansion, la franchise innove en engageant, le 25 septembre 2019, Catherine Granato en qualité de recruteuse, une première pour une femme dans la ligue. L'ancienne attaquante américaine, médaillée d'or olympique et championne du monde, mais également membre des Temples de la renommée du hockey, du hockey international et du hockey américain, est rejointe par les anciens joueurs de la LNH Ulf Samuelsson, Stuart Barnes et David Hunter (en).
Début août 2020, l'organisation annonce également qu'elle va engager pour ses matchs le premier commentateur afro-américain en la personne d'Everett Fitzhugh (en), avant cela actif pour couvrir les Cyclones de Cincinnati, dans l'ECHL. 

### Nom et identité visuelle
En janvier 2018, de manière similaire à ce qu'il avait fait avant que Las Vegas ne dévoile sa nouvelle identité, le blogueur Marc Rassmussen révèle avoir suivi l'enregistrement des noms de domaine liés à la future équipe, aboutissant à treize possibilités :
- Seattle Cougars
- Seattle Eagles
- Seattle Emeralds
- Seattle Evergreens
- Seattle Firebirds
- Seattle Kraken
- Seattle Rainiers
- Seattle Renegades
- Seattle Sea Lions
- Seattle Seals
- Seattle Sockeyes
- Seattle Totems
- Seattle Whales

Dans la liste précitée, ne figure pas le surnom « Metropolitans », que portait l'équipe originelle de la PCHA à Seattle, vainqueur de la Coupe Stanley en 1917.
En fin d'année 2019, il est pressenti que le nom pourrait être dévoilé aux alentours de la pause réservée au Match des étoiles, fixé fin janvier 2020. Dans le courant du mois, le journaliste de Los Angeles John Hoven estime même, à la radio, connaître les intentions du directoire de la franchise : ce serait le Kraken de Seattle. Prise au sérieux par les dirigeants de la future équipe, la rumeur n'est cependant pas confirmée. En raison de la pandémie de Covid-19 qui met le sport mondial en pause et notamment la saison 2019-2020 de la LNH, Tod Leiweke (en), président de la franchise, indique que le processus d'attribution des places dans la patinoire est différé pour cette raison, mais que cela ne mets pas de frein au processus de choix du nom de l'équipe. Mi-juin, les dirigeants annoncent toutefois que le dévoilement du nom et des couleurs est repoussé à l'automne 2020, « en raison de problèmes de marque de commerce, des protestations contre les inégalités raciales et de la pandémie de Covid-19 ».
C'est finalement le 23 juillet 2020 que l'organisation dévoile logo et patronyme, à savoir Kraken, monstre aquatique issu des légendes scandinaves médiévales, eu égard à la proximité qu'entretient la ville avec l'océan ainsi qu'en référence au poulpe géant du Pacifique, la plus grande espèce de pieuvre au monde, que l'on trouve dans les eaux du nord-ouest du Pacifique. « C'est le choix des amateurs, qui l'ont promu et défendu », déclare le président de l’équipe, Tod Leiweke (en). Le logo de la franchise, lui, mêle le « S » des anciens Metropolitans, un tentacule de kraken – symbole « des eaux profondes et sombres du Puget Sound, le détroit qui borde la ville », explique-t-on sur le site de l'équipe – et l’œil rouge de la bête mystique, dont la couleur fait référence à l'alerte rouge déclenchée par son attaque. Le logo secondaire représente une ancre stylisée qui rappelle également la Space Needle, tour futuriste construite à Seattle pour l'exposition universelle de 1962.

#### Logos

Logo principal.
Logo secondaire.

### Formation de l'équipe
Le premier joueur mis sous contrat par le Kraken est Luke Henman, capitaine de l'équipe de l'Armada de Blainville-Boisbriand dans la LHJMQ, qui signe un contrat de trois ans, le 12 mai 2021. L'équipe profite d'un repêchage d'expansion pour sélectionner un joueur de chaque équipe de la ligue, ce qui forme la base de la formation originale de l'équipe. Parmi ceux-ci se trouve Mark Giordano, capitaine de Flames de Calgary, qui est nommé comme premier capitaine de l'équipe le 11 octobre 2021.

### Premières saisons
Le Kraken dispute sa première saison en 2021-2022. Il joue le premier match de l'histoire de sa franchise le 12 octobre 2021 contre les Golden Knights de Vegas, qu'il perd sur la marque de 4-3. Ryan Donato inscrit le premier but de la franchise. Le 14 octobre 2021, lors de la rencontre suivante, le Kraken l'emporte pour la première fois, contre les Predators de Nashville, 4-3. Le 20 mars 2022, un jour avant la date limite des transactions, le Kraken échange son capitaine, Mark Giordano, avec Colin Blackwell contre deux choix de deuxième ronde, un en 2022 et un en 2023 ainsi qu'un choix de quatrième ronde en 2024. L'équipe termine sa saison inaugurale à la dernière place de la Division Pacifique avec un bilan de 27 victoires, 49 défaites et six défaites en prolongation.

## Affiliations

### Affiliations primaires
Les franchises de la Ligue nationale de hockey ayant un effectif limité par convention, elles sont « affiliées » chaque saison à une ou plusieurs équipes de ligues moins importantes. Ceci leur permet de recruter de jeunes joueurs lors des repêchages annuels tout en leur permettant de continuer leur développement sans les lancer trop tôt dans le « grand bain ». De plus, ces équipes affiliées (aussi nommées clubs-écoles ou farm team en anglais) constituent une réserve de talents pour les franchises de la LNH qui font appel à eux au gré des blessures et/ou méformes des joueurs de l’effectif de départ. À l’exception de quelques équipes propriétaires elles-mêmes de leur club-école, les affiliations sont conclues par une entente contractuelle et ne sont donc pas figées dans le temps. Depuis ses débuts, le Kraken a été affilié aux équipes suivantes:
- 2021-2022 - Checkers de Charlotte (LAH)
- depuis 2022 - Firebirds de Coachella Valley (LAH)

### Affiliations secondaires
En plus de ces équipes, les franchises de la LNH possèdent une ou des affiliations dites « secondaires » avec des équipes évoluant dans des ligues mineures. Ces équipes, sont généralement utilisées comme réservoir pour les équipes précédentes en cas d’absence de joueurs blessés ou partis évoluer avec une équipe de la LNH. Au cours de son histoire, le Kraken a eu les affiliations secondaires suivantes:
- 2021-2022 - Americans d'Allen (ECHL)
- depuis 2022 - Mavericks de Kansas City (ECHL)

## Patinoire

### Climate Pledge Arena
L’aréna est situé au nord du centre-ville de Seattle. Ancien antre des SuperSonics de Seattle (NBA) jusqu'en 2008 ou encore des Thunderbirds de Seattle (LHOu) actuellement, l'amphithéâtre possède après sa rénovation une capacité d'environ 17 100 sièges en configuration hockey sur glace. Nommé Seattle Center entre le moment de l'annonce et la fin juin 2020, le stade est rebaptisé Climate Pledge Arena après que la multinationale Amazon achète les droits sur le nom de l'amphithéâtre. Grâce à ce partenariat avec l'entreprise également basée en ville, la direction indique vouloir faire de l'équipe la plus écoresponsable du circuit  (« climate pledge » signifiant en français « engagement pour le climat »).

## Joueurs

### Effectif
| No    | Nom                | Nat. | Position      | Arrivée                          | Salaire        |
| ----- | ------------------ | ---- | ------------- | -------------------------------- | -------------- |
| +030, | Martin Jones       |      | Gardien       | 2022 - Agent libre               | +02 000 000, $ |
| +031, | Philipp Grubauer   |      | Gardien       | 2021 - Agent libre               | +05 900 000, $ |
| +060, | Chris Driedger     |      | Gardien       | 2021 - Panthers de la Floride    | +03 500 000, $ |
| +003, | William Borgen     |      | Défenseur     | 2021 - Sabres de Buffalo         | +00900 000, $  |
| +004, | Justin Schultz     |      | Défenseur     | 2022 - Agent libre               | +03 000 000, $ |
| +006, | Adam Larsson – A   |      | Défenseur     | 2021 - Oilers d'Edmonton         | +04 000 000, $ |
| +008, | Cale Fleury        |      | Défenseur     | 2021 - Canadiens de Montréal     | +00750 000, $  |
| +023, | Gustav Olofsson    |      | Défenseur     | 2021 - Agent libre               | +00750 000, $  |
| +024, | Jamie Oleksiak     |      | Défenseur     | 2021 - Stars de Dallas           | +04 600 000, $ |
| +028, | Carson Soucy       |      | Défenseur     | 2021 - Wild du Minnesota         | +02 750 000, $ |
| +029, | Vince Dunn         |      | Défenseur     | 2021 - Blues de Saint-Louis      | +04 000 000, $ |
| +007, | Jordan Eberle – A  |      | Ailier droit  | 2021 - Islanders de New York     | +05 500 000, $ |
| +009, | Ryan Donato        |      | Centre        | 2021 - Agent libre               | +01 200 000, $ |
| +010, | Matthew Beniers    |      | Centre        | 2021 - Repêchage                 | +00897 500, $  |
| +013, | Brandon Tanev      |      | Ailier gauche | 2021 - Penguins de Pittsburgh    | +03 500 000, $ |
| +017, | Jaden Schwartz – A |      | Ailier droit  | 2021 - Agent libre               | +05 500 000, $ |
| +019, | Jared McCann       |      | Ailier gauche | 2021 - Maple Leafs de Toronto    | +05 000 000, $ |
| +021, | Alexander Wennberg |      | Centre        | 2021 - Agent libre               | +04 500 000, $ |
| +022, | Oliver Bjorkstrand |      | Ailier droit  | 2022 - Blue Jackets de Columbus  | +05 400 000, $ |
| +025, | Karson Kuhlman     |      | Centre        | 2022 - Ballottage                | +00825 000, $  |
| +037, | Yanni Gourde – A   |      | Centre        | 2021 - Lightning de Tampa Bay    | +05 166 666, $ |
| +051, | Shane Wright       |      | Centre        | 2022 - Repêchage                 | +00950 000, $  |
| +067, | Morgan Geekie      |      | Centre        | 2021 - Hurricanes de la Caroline | +01 400 000, $ |
| +072, | Joonas Donskoi     |      | Ailier droit  | 2021 - Avalanche du Colorado     | +03 900 000, $ |
| +091, | Daniel Sprong      |      | Ailier droit  | 2022 - Capitals de Washington    | +00750 000, $  |
| +095, | André Burakovsky   |      | Ailier gauche | 2022 - Agent libre               | +05 500 000, $ |

### Capitaines
- 2021-2022 : Mark Giordano
- depuis 2024 : Jordan Eberle

### Numéros retirés
Dans la Ligue nationale de hockey, les joueurs peuvent être honorés de plusieurs manières, l'une d'entre elles étant interne à l'équipe. Ainsi, il est de tradition d'honorer un ancien joueur de l'effectif en décidant de retirer son numéro. Aucun autre joueur ne peut alors porter le numéro en question et une réplique de son maillot est accrochée au plafond de la patinoire.
En 1999, la LNH a également décidé de retirer le numéro 99 de Wayne Gretzky pour toutes les franchises de la ligue, en raison de l'impact qu'il a eu sur le monde du hockey. Le Kraken étant une franchise de la ligue à aussi retiré ce numéro. En 2021, le Kraken a retiré le numéro 32 en hommage à sa création en tant que 32e franchise de la LNH et aux 32 000 personnes qui ont précommandé des billets pour le premier match à domicile de l'équipe.
| No  | Joueur        | Position | Carrière  | Date du retrait |
| --- | ------------- | -------- | --------- | --------------- |
| 32  | —             | —        | —         | 23 octobre 2021 |
| 99* | Wayne Gretzky | Centre   | 1978-1999 | 6 février 2000  |

* Numéro retiré pour toutes les équipes par la LNH lors du 50e Match des étoiles.

### Choix de premier tour
Chaque année et depuis 1963, les joueurs des ligues juniors ont la possibilité de signer des contrats avec les franchises de la LNH. Cette section présente les joueurs qui seront choisis par le Kraken lors du premier tour.
| Année | Joueur          | Choix             | Équipe junior                 |
| ----- | --------------- | ----------------- | ----------------------------- |
| 2021  | Matthew Beniers | 2e choix au total | Wolverines du Michigan (NCAA) |
| 2022  | Shane Wright    | 4e choix au total | Frontenacs de Kingston (LHO)  |

## Dirigeants

### Entraîneurs-chef
| No | Nom           | Engagement   | Départ        | Saison régulière | Saison régulière | Saison régulière | Saison régulière | Saison régulière | Saison régulière | Séries éliminatoires | Séries éliminatoires | Séries éliminatoires | Séries éliminatoires | Remarques |
| No | Nom           | Engagement   | Départ        | PJ               | V                | D                | DP               | P                | % V              | PJ                   | V                    | D                    | % V                  | Remarques |
| -- | ------------- | ------------ | ------------- | ---------------- | ---------------- | ---------------- | ---------------- | ---------------- | ---------------- | -------------------- | -------------------- | -------------------- | -------------------- | --------- |
| 1  | David Hakstol | 24 juin 2021 | 29 avril 2024 | 246              | 107              | 112              | 27               | 241              | 49,0             | 14                   | 7                    | 7                    | 50,0                 |           |
| 2  | Daniel Bylsma | 28 mai 2024  |               |                  |                  |                  |                  |                  |                  |                      |                      |                      |                      |           |

### Directeurs généraux
| No | Nom            | Engagement      | Départ | Remarques |
| -- | -------------- | --------------- | ------ | --------- |
| 1  | Ronald Francis | 18 juillet 2019 |        |           |